# 塞夫杰恩
塞夫杰恩（羅曼什語發音：[sɛvˈɟɛɪ̯n] ⓘ）是瑞士格勞賓登州的一个旧市镇，位於該國東部，面積4.55平方公里，海拔高度861米，2011年人口198，人口密度为43人/平方公里。